# Leopold Drucker
Leopold Drucker (* 22. Februar 1903 in Budapest, Österreich-Ungarn; † 25. Februar 1988 in New York, Vereinigte Staaten) war ein österreichischer Fußballspieler und späterer -trainer.

## Karriere
Leopold Drucker begann seine Karriere in der Jugendmannschaft des damals noch zweitklassigen SC Hakoah Wien. Seinen ersten Einsatz in der Kampfmannschaft der eben in die höchste Spielklasse aufgestiegenen Hakoah hatte er im Dezember 1920, wobei ihm beim Einstand sofort ein Tor gelang. In weiterer Folge wurde er jedoch nur sehr sporadisch in der ersten Mannschaft eingesetzt und spielte meist in der Reserve. Da nach der Verpflichtung des ungarischen Internationalen Béla Guttmann auch die Zukunftsaussichten auf einen Stammplatz als Mittelläufer sehr schlecht aussahen, entschied sich Drucker für einen Vereinswechsel und spielte ab 1923 beim in die zweite Klasse abgestiegenen Floridsdorfer AC. Der angestrebte sofortige Wiederaufstieg wurde jedoch knapp verpasst, erst in der Folgesaison konnten sich die Floridsdorfer die Erstklassigkeit wieder sichern. Drucker war sofort zum Stammspieler geworden und war auch in der Erstligasaison 1925/26 meist in der Startelf. Während dieser Spielzeit wurde Drucker auch zweimal in die Wiener Stadtauswahl einberufen und kam im September 1925 gegen Krakau und im März 1926 gegen Preßburg zum Einsatz.
Leopold Druckers ehemaliger Verein Hakoah bereitete im Frühjahr 1926 ihre erste Amerikareise vor und wollte angesichts des dichten Programms und der hohen propagandistischen Wirkung der Tournee einen möglichst starken und ausgeglichenen Kader nach Amerika senden. Da sich die ursprüngliche Absicht, Kálmán Konrád von den Amateuren leihweise zu verpflichten, nicht verwirklichen ließ, holte man Drucker vom FAC zurück. Dieser bestritt vor der Abreise noch ein Meisterschaftsspiel für die Krieauer, ehe er mit der Mannschaft nach Amerika abreiste. Die Tournee wurde ein großer Publikumserfolg und führte dazu, dass eine Reihe von Hakoah-Spielern – darunter auch Drucker – Verträge von US-Vereinen angeboten erhielten. Drucker nahm das Angebot der Brooklyn Wanderers an und übersiedelte nach New York.
Zu den Wanderers wechselten auch seine ehemaligen Vereinskollegen József Eisenhoffer, Alexander Neufeld und Heinrich Schönfeld sowie Kálmán Konrád. Drucker spielte zwei Saisonen für die Wanderers in der ASL, ehe sich 1928 im Rahmen des Soccer War einige Vereine abspalteten und die Konkurrenzliga ESL gründeten. Drucker wechselte zur neu gegründeten New York Hakoah (nach einer Fusionierung auch Hakoah All-Stars genannt), wo die bislang bei verschiedenen US-Vereinen tätig gewesenen ehemaligen Spieler der Wiener Hakoah wieder zusammenfanden. 1929 gewann er mit der New York Hakoah den National Challenge Cup, wo er im Finalhinspiel gegen St. Louis Madison Kennels als Mittelläufer zum Einsatz kam, und blieb auch nach der Fusion von ESL und ASL beim Verein. Insgesamt bestritt Drucker 136 Spiele in der ASL.
1931 kehrte Leopold Drucker zu seinem Stammverein Hakoah zurück und war insbesondere im Frühjahr wesentlich daran beteiligt, dass der Klub den Klassenerhalt schaffte. Im Juli 1932 wurde er erstmals in die österreichische Nationalmannschaft einberufen und er spielte beim 4:3-Sieg gegen Schweden in Stockholm. Obwohl die Zeitungen von einer sehr guten Leistung Druckers berichteten, blieb dies sein einziger Nationalmannschaftseinsatz, nicht zuletzt auf Grund der starken Konkurrenz, die zu dieser Zeit herrschte. Leopold Drucker war somit der einzige Hakoah-Spieler, der während der Wunderteam-Ära zu einem Einsatz in der Nationalmannschaft kam.
1933 verließ Drucker die Hakoah zum dritten Mal und wechselte – nach einer kurzen Rückkehr zum FAC – gemeinsam mit dem bisherigen Hakoah-Trainer und ehemaligen österreichischen Nationalspieler Vinzenz Dittrich in die französische Profiliga zu Olympique Marseille. Bei Marseille spielte er auch wieder mit seinem ehemaligen Teamkollegen Jószef Eisenhoffer zusammen (dies war bereits die fünfte gemeinsame Karrierestation der beiden). In der Saison 1933/34 bestritt Drucker 16 Ligaspiele für Marseille und erreichte das Finale im Landespokal, das mit 1:2 gegen den FC Sète verloren ging.
Nach Ende dieser Saison wechselte er nach Malta, das er bereits von einer Tournee mit dem FAC kannte. In den nächsten Jahren war Drucker als Spieler bzw. Trainer bei Floriana FC, St. George’s FC und FC Melita tätig. Nach Ausbruch des Zweiten Weltkriegs wurde er 1940 von den Briten nach Palästina deportiert, wo er als Spieler und Trainer in Jerusalem tätig war. Nach Kriegsende übersiedelte er nach New York, dort lief er noch 1947 als Mittelläufer für den Athletic Club Hakoah auf.

## Erfolge
- 1× Österreichischer Zweitligameister: 1925
- 1× National-Challenge-Cup-Sieger: 1929
- 1× Französischer Pokalfinalist: 1934
- 1× Maltesischer Pokalsieger: 1939 (als Trainer von Melita)
- 1× Maltesischer Meister der zweiten Liga: 1938 (als Trainer von Melita)
- 3× Maltesischer Amateur-Pokalsieger: 1937, 1938 und 1940 (als Trainer von Melita)